# 革叶杜鹃
革叶杜鹃（学名：Rhododendron coriaceum），为杜鹃花科杜鹃花属下的一个植物种。